# Takuya Fujiwara
Takuya Fujiwara (japanisch 藤原 拓也 Fujiwara Takuya; * 18. Dezember 1992 in der Präfektur Tokushima) ist ein japanischer Fußballspieler.

## Karriere
Fujiwara erlernte das Fußballspielen in der Schulmannschaft der Buso High School und der Universitätsmannschaft der Kanagawa-Universität. Seinen ersten Vertrag unterschrieb er 2015 in Numazu beim Viertligisten Azul Claro Numazu. Am Ende der Saison 2016 stieg der Verein in die dritte Liga auf. Für den Verein absolvierte er 114 Ligaspiele. 2020 wechselte er zum Ligakonkurrenten Gainare Tottori. Für den Verein, der in der Präfektur Tottori beheimatet ist, absolvierte er 34 Drittligaspiele. Im Januar 2022 unterschrieb er in Yokohama einen Vertrag bei dem ebenfalls in der dritten Liga spielenden YSCC Yokohama.